# Ятаватта (підрозділ окружного секретаріату)
Підрозділ окружного секретаріату Ятаватта — підрозділ окружного секретаріату округу Матале, Центральна провінція, Шрі-Ланка.